# آموس بوتسفورد
آموس بوتسفورد هو قانوني وقاضي وسياسي كندي، ولد في 31 يناير عام 1744، وتوفي في 14 سبتمبر عام 1812. انتخب Speaker of the Legislative Assembly of New Brunswick ‏ (1786 – 1812).